# Тарлтон (Огайо)
Тарлтон (англ. Tarlton) — селище (англ. village) в США, в округах Феєрфілд і Пікавей штату Огайо. Населення — 254 особи (2020).

## Географія
Тарлтон розташований за координатами 39°33′14″ пн. ш. 82°46′40″ зх. д. / 39.55389° пн. ш. 82.77778° зх. д. (39.553977, -82.777824).  За даними Бюро перепису населення США в 2010 році селище мало площу 1,08 км², уся площа — суходіл. В 2017 році площа становила 0,99 км², уся площа — суходіл.

## Демографія
Згідно з переписом 2010 року, у селищі мешкали 282 особи в 100 домогосподарствах у складі 77 родин. Густота населення становила 261 особа/км².  Було 115 помешкань (106/км²).
Расовий склад населення:
| - 98,9 % — білих - 0,7 % — чорних або афроамериканців |

До двох чи більше рас належало 0,4 %. Частка іспаномовних становила 2,8 % від усіх жителів.
За віковим діапазоном населення розподілялося таким чином: 27,0 % — особи молодші 18 років, 62,7 % — особи у віці 18—64 років, 10,3 % — особи у віці 65 років та старші. Медіана віку мешканця становила 39,2 року. На 100 осіб жіночої статі у селищі припадало 90,5 чоловіків;  на 100 жінок у віці від 18 років та старших — 89,0 чоловіків також старших 18 років.
Середній дохід на одне домашнє господарство  становив 51 209 доларів США (медіана — 33 750), а середній дохід на одну сім'ю — 58 516 доларів (медіана — 58 750). Медіана доходів становила 40 417 доларів для чоловіків та 23 750 доларів для жінок. За межею бідності перебувало 6,9 % осіб, у тому числі 4,8 % дітей у віці до 18 років та 0,0 % осіб у віці 65 років та старших.
Цивільне працевлаштоване населення становило 140 осіб. Основні галузі зайнятості: виробництво — 32,1 %, освіта, охорона здоров'я та соціальна допомога — 17,1 %, мистецтво, розваги та відпочинок — 15,0 %.